# Епишин, Андрей Николаевич
Андре́й Никола́евич Епи́шин (род. 29 октября 1967 года) — российский государственный и политический деятель. Сенатор Российской Федерации от Законодательного собрания Тверской области (с 29 сентября 2016 года), заместитель Председателя Комитета по бюджету и финансовым рынкам. В 2005—2016 годах — председатель Законодательного собрания Тверской области.
Из-за нарушения территориальной целостности Украины во время российско-украинской войны находится под персональными международными санкциями всех стран Европейского союза, а также под санкциями Великобритании, США, Канады, Швейцарии, Австралии, Украины, Новой Зеландии.

## Биография
Родился в г. Вышний Волочёк Тверской области.
В учёбе проявил склонности к точным наукам и после школы поступил в МФТИ.
В 1990 году окончил Московский физико-технический институт по специальности «Прикладная математика и физика». Присвоена квалификация инженер-физик.
С 1990 года – инженер Центрального института авиационного моторостроения им. П.И. Баранова.
С 1991 года — заместитель директора, директор Московского филиала «Тверьуниверсалбанка».
С 1994 года — директор Московского филиала «Тверьуниверсалбанка».
В 1997 году назначен на должность советника Правительства республики Коми по финансам и инвестициям.
В сентябре 2000 года Андрей Епишин был избран депутатом Московской областной Думы от Наро-Фоминского района.
В декабре 2001 года вновь избран депутатом Московской областной Думы от Наро-Фоминского района Московской области. Занимал пост Председателя Комитета по вопросам бюджета, финансовой и налоговой политики Московской областной Думы. Одновременно занимал должность вице-президента Торгово-промышленной палаты Московской области.
С 2005 года А. Н. Епишин входит в Политсовет Тверского регионального отделения Партии «Единая Россия», возглавляет партийную комиссию по наполнению бюджета Тверской области.
С 29 сентября 2016 года — член Совета Федерации Федерального Собрания РФ от Законодательного собрания Тверской области.

## Международные санкции
Из-за нарушения территориальной целостности и независимости Украины во время российско-украинской войны находится под персональными международными санкциями разных стран. С 9 марта 2022 года был включен в санкционный список всех стран Европейского союза. С 15 марта 2022 года находится под санкциями Великобритании. С 16 марта 2022 года — под санкциями Швейцарии. С 23 марта 2022 года — под санкциями Канады. С 21 апреля 2022 года в санкционном списке Австралии. С 3 мая 2022 года ― Новой Зеландии.
Указом Президента Украины Владимира Зеленского с 7 сентября 2022 года находится под санкциями Украины. С 30 сентября 2022 года — Соединенных Штатов Америки.

## Семья
Женат. Трое детей — Елизавета, Фёдор и Наталия

## Доход и недвижимость
После перехода в Совет Федерации, доход Андрея Епишина увеличился в 7,3 раза. Доход Андрея Епишина за 2016 год составил 155 173 004 руб. 53 коп.
На 2016 год у Андрея Епишина был двадцать один земельный участок, общей площадью 704 700 м². (70,47 га). Кроме этого у него было два жилых дома — 1078,90 и 137.40 м². И ещё несколько квартир.

## Награды
Удостоен ряда наград, среди них:
- Медаль ордена «За заслуги перед Отечеством» II степени (20 июля 2020) — за большой вклад в развитие парламентаризма, активную законотворческую деятельность и многолетнюю добросовестную работу[11];
- Медаль «За заслуги в проведении Всероссийской переписи населения»[1];
- Почётная грамота Президента Российской Федерации (29 декабря 2022) — за большой вклад в развитие парламентаризма, активную законотворческую деятельность и многолетнюю добросовестную работу[12];
- Благодарность Президента Российской Федерации (24 января 2018 года) — за активное участие в законотворческой деятельности[13];
- Почетная грамота Правительства Российской Федерации (17 января 2023 года) — за большой вклад в развитие российского парламентаризма и активную законотворческую деятельность[14];
- Почётная грамота Совета Федерации Федерального Собрания Российской Федерации[1];
- Знак «Во благо земли Тверской» (Губернатор Тверской области, 2016 год) — «за многолетний добросовестный труд, высокий профессионализм, личный вклад в развитие Верхневолжья»[15].